# Rinderproblem des Archimedes

Kleinste Lösung von Archimedes’ Rinderproblem

Das Rinderproblem des Archimedes, auch Problema Bovinum, ist die abgeschwächte Version eines unlösbaren zahlentheoretischen Problems aus der Theorie diophantischer Gleichungen, das heißt von Polynomgleichungen über den ganzen Zahlen. Das ursprüngliche Problem wird Archimedes zugeschrieben: Die Anzahl der Rinder (Bullen und Kühe, mit je vier Sorten) in einer Herde des Sonnengottes soll bestimmt werden aus einigen Nebenbedingungen.

## Geschichte
Das Rinderproblem wurde 1773 von Gotthold Ephraim Lessing in einem griechischen Manuskript der Herzog August Bibliothek in Wolfenbüttel entdeckt (Cod. Guelf. 77 Gud. Graec.), das einen in 44 Distichen abgefassten Brief des Archimedes an Eratosthenes von Kyrene enthielt (also aus Syrakus nach Alexandria).
Πληθὺν Ἠελίοιο βοῶν, ὦ ξεῖνε, μέτρησον φροντίδ' ἐπιστήσας, εἰ μετέχεις σοφίης, πόσση ἄρ' ἐν πεδίοις Σικελῆς ποτ' ἐβόσκετο νήσου Θρινακίης τετραχῇ στίφεα δασσαμένη χροιὴν ἀλάσσοντα· τὸ μὲν λευκοῖο γάλακτος, κυανέῳ δ' ἕτερον χρώματι λαμπόμενον, ἄλλο γε μὲν ξανθόν, τὸ δὲ ποικίλον... (Die Menge von Helio's Herde, mein Freund, bemiss ...) – es geht streng übersetzt nicht um Rinder.
Ob der Brief tatsächlich von Archimedes stammt, wird von Lessing und anderen angezweifelt, das Problem selbst ist aufgrund seiner Schwierigkeit jedoch möglicherweise auf Archimedes zurückzuführen. Ein Hinweis darauf ist auch Archimedes’ Interesse an großen Zahlen, wie sie etwa in Der Sandrechner zum Vorschein kommt.
Eine philologische Version des griechischen Textes und eine Übersetzung ins Lateinische findet sich im zweiten Band der von Johan Ludvig Heiberg besorgten Ausgabe der Werke von Archimedes. Eine deutsche Übertragung des Gedichts wurde von Georg Nesselmann angefertigt und veröffentlicht (1842), eine weitere von Bernhard Krumbiegel (1880).
Der von Lessing veröffentlichte Text enthält eine Teillösung, die aber eine Zeile des Urtextes außer Acht lässt und zwei Forderungen aus dem zweiten Teil des Gedichtes nicht erfüllt. Auch die abgeschwächte Version ohne diese Zusatzforderungen blieb wegen der zur Lösung nötigen Berechnung von sehr großen Zahlen bis vor einigen Jahren ungelöst. Ein Lösungsverfahren wurde 1880 von August Amthor gefunden, mit dem die Lösung von etwa 7,76 ‧ 10206544 Rindern (eine Zahl mit 206.545 Stellen) bestimmt werden konnte. Für die Berechnung der expliziten Dezimaldarstellung brauchten die Computer (IBM 7040 und IBM 1620) von Hugh C. Williams, Gus German und Bob Zarnke 1965 eine Gesamtrechenzeit von 7 Stunden 49 Minuten.

## Problem
Das Problem, in einer an Nesselmann und Krumbiegel angelehnten, das Versmaß nicht erhaltenden vereinfachten Fassung:
Zähle, mein Freund, die Rinder unter der Sonne, die einst unter der Sonne Siziliens grasten, die nach ihrer Farbe in vier Herden geteilt werden. Eine ist milchweiß, eine schwarz, eine gefleckt und eine gelb. Die Anzahl der Bullen jeder Farbe ist größer als die der Kühe dieser Farbe (dies wird in der modernen Version fortgelassen), und die Beziehung zwischen ihnen ist wie folgt:
| weiße Bullen     | {\displaystyle =\left({\tfrac {1}{2}}+{\tfrac {1}{3}}\right)} | schwarze Bullen + gelbe Bullen,  |
| schwarze Bullen  | {\displaystyle =\left({\tfrac {1}{4}}+{\tfrac {1}{5}}\right)} | gefleckte Bullen + gelbe Bullen, |
| gefleckte Bullen | {\displaystyle =\left({\tfrac {1}{6}}+{\tfrac {1}{7}}\right)} | weiße Bullen + gelbe Bullen,     |
| weiße Kühe       | {\displaystyle =\left({\tfrac {1}{3}}+{\tfrac {1}{4}}\right)} | schwarze Herde,                  |
| schwarze Kühe    | {\displaystyle =\left({\tfrac {1}{4}}+{\tfrac {1}{5}}\right)} | gefleckte Herde,                 |
| gefleckte Kühe   | {\displaystyle =\left({\tfrac {1}{5}}+{\tfrac {1}{6}}\right)} | gelbe Herde,                     |
| gelbe Kühe       | {\displaystyle =\left({\tfrac {1}{6}}+{\tfrac {1}{7}}\right)} | weiße Herde.                     |
Falls du, o Freund, mir nicht die Anzahl der Rinder jeder Art, Bullen und Kühe, angeben kannst, kannst du dich noch nicht als hoch qualifiziert betrachten. Bedenke aber noch die folgenden zusätzlichen Beziehungen zwischen den Bullen unter der Sonne:
| Weiße Bullen + schwarze Bullen  | = eine quadratische Zahl, |
| Gefleckte Bullen + gelbe Bullen | = eine Dreieckszahl.      |
Wenn du diese auch noch berechnet hast, o Freund, und du die Gesamtzahl der Rinder gefunden hast, dann juble als ein Eroberer, weil du dir selbst bewiesen hast, dass du ein sehr begabter Rechner bist.
In Gleichungsform formuliert: Gesucht werden die Anzahlen {\displaystyle W,X,Y,Z} verschieden gefärbter Bullen und {\displaystyle w,x,y,z} von Kühen in den entsprechenden Farben mit:
{\displaystyle {\begin{aligned}W&=\;{\tfrac {5}{6}}X+Z\\X&={\tfrac {9}{20}}Y+Z\\Y&={\tfrac {13}{42}}W+Z\\w&={\tfrac {7}{12}}\,(X+x)\\x&={\tfrac {9}{20}}\,(Y+y)\\y&={\tfrac {11}{30}}\,(Z+z)\\z&={\tfrac {13}{42}}\,(W+w)\end{aligned}}}
Die Gesamtzahl der Rinder ist dann {\displaystyle W+X+Y+Z+w+x+y+z}.
In der schwierigeren Form werden zusätzlich die Nebenbedingungen:
| {\displaystyle W+X} | {\displaystyle =} Quadratzahl  | {\displaystyle =m^{2}} und              |
| {\displaystyle Y+Z} | {\displaystyle =} Dreieckszahl | {\displaystyle ={\tfrac {1}{2}}(n+1)n}. |
verlangt (für ganze Zahlen {\displaystyle m,n}). Zur Lösungsmethode siehe auch den Artikel über die Pellsche Gleichung.

## Detaillierte Lösung des ersten leichteren Teils der Aufgabe
Wenn man die ersten drei Gleichungen geeignet umformt und die Brüche wegbringt, erhält man das folgende Gleichungssystem:
|                   | {\displaystyle 6W}  | {\displaystyle -} | {\displaystyle 5X}  |                   |                     | {\displaystyle =} | {\displaystyle 6Z}  |
|                   |                     |                   | {\displaystyle 20X} | {\displaystyle -} | {\displaystyle 9Y}  | {\displaystyle =} | {\displaystyle 20Z} |
| {\displaystyle -} | {\displaystyle 13W} |                   |                     | {\displaystyle +} | {\displaystyle 42Y} | {\displaystyle =} | {\displaystyle 42Z} |
Drei Gleichungen mit vier Unbekannten {\displaystyle W,X,Y} und {\displaystyle Z} haben im Normalfall unendlich viele Lösungen, das Gleichungssystem ist also unterbestimmt. Eine Unbekannte ist frei wählbar. Setzt man in diesem Fall die Unbekannte {\displaystyle Z} als bekannt voraus, so erhält man folgende Lösungen:
| {\displaystyle W} | {\displaystyle =} | {\displaystyle {\tfrac {742}{99\cdot 3}}Z}  | {\displaystyle =} | {\displaystyle {\tfrac {2226}{891}}Z} |
| {\displaystyle X} | {\displaystyle =} | {\displaystyle {\tfrac {178}{99}}Z}         | {\displaystyle =} | {\displaystyle {\tfrac {1602}{891}}Z} |
| {\displaystyle Y} | {\displaystyle =} | {\displaystyle {\tfrac {1580}{99\cdot 9}}Z} | {\displaystyle =} | {\displaystyle {\tfrac {1580}{891}}Z} |
| {\displaystyle Z} |                   |                                             | {\displaystyle =} | {\displaystyle Z}                     |
Weil aber {\displaystyle W,X} und {\displaystyle Y} ganzzahlig sein müssen (es handelt sich immerhin um eine gewisse Anzahl von Rindern), muss auch {\displaystyle {\tfrac {1}{891}}Z} ganzzahlig sein. Somit muss {\displaystyle Z} ein Vielfaches von 891 sein. Sei also {\displaystyle Z:=891\cdot s} mit ganzzahligem {\displaystyle s\in \mathbb {N} }. Dann erhält man folgende Lösungen:
| {\displaystyle W} | {\displaystyle =} | {\displaystyle {\tfrac {2226}{891}}Z} | {\displaystyle =} | {\displaystyle 2226\cdot s} |
| {\displaystyle X} | {\displaystyle =} | {\displaystyle {\tfrac {1602}{891}}Z} | {\displaystyle =} | {\displaystyle 1602\cdot s} |
| {\displaystyle Y} | {\displaystyle =} | {\displaystyle {\tfrac {1580}{891}}Z} | {\displaystyle =} | {\displaystyle 1580\cdot s} |
| {\displaystyle Z} | {\displaystyle =} | {\displaystyle Z}                     | {\displaystyle =} | {\displaystyle 891\cdot s}  |
Betrachtet man die anderen vier Gleichungen, bringt die Brüche weg und formt sie geeignet um, erhält man folgendes Gleichungssystem:
|                   | {\displaystyle 12w} | {\displaystyle -} | {\displaystyle 7x}  |                   |                     |                   |                     | {\displaystyle =} | {\displaystyle 7X}  |
|                   |                     |                   | {\displaystyle 20x} | {\displaystyle -} | {\displaystyle 9y}  |                   |                     | {\displaystyle =} | {\displaystyle 9Y}  |
|                   |                     |                   |                     |                   | {\displaystyle 30y} | {\displaystyle -} | {\displaystyle 11z} | {\displaystyle =} | {\displaystyle 11Z} |
| {\displaystyle -} | {\displaystyle 13w} |                   |                     |                   |                     | {\displaystyle +} | {\displaystyle 42z} | {\displaystyle =} | {\displaystyle 13W} |
Setzt man nun die Ergebnisse des ersten Gleichungssystems ein, also {\displaystyle W=2226\cdot s,\ X=1602\cdot s,\ Y=1580\cdot s} und {\displaystyle Z=891\cdot s}, so erhält man folgendes Gleichungssystem:
|                   | {\displaystyle 12w} | {\displaystyle -} | {\displaystyle 7x}  |                   |                     |                   |                     | {\displaystyle =} | {\displaystyle 11214\cdot s} |
|                   |                     |                   | {\displaystyle 20x} | {\displaystyle -} | {\displaystyle 9y}  |                   |                     | {\displaystyle =} | {\displaystyle 14220\cdot s} |
|                   |                     |                   |                     |                   | {\displaystyle 30y} | {\displaystyle -} | {\displaystyle 11z} | {\displaystyle =} | {\displaystyle 9801\cdot s}  |
| {\displaystyle -} | {\displaystyle 13w} |                   |                     |                   |                     | {\displaystyle +} | {\displaystyle 42z} | {\displaystyle =} | {\displaystyle 28938\cdot s} |
Da ja das {\displaystyle s} frei wählbar ist, handelt es sich somit um ein eindeutig lösbares Gleichungssystem mit 4 Gleichungen und 4 Unbekannten {\displaystyle w,x,y} und {\displaystyle z}. Man erhält folgende Lösungen:
| {\displaystyle w} | {\displaystyle =} | {\displaystyle {\tfrac {93682680}{4657\cdot 13}}s}  | {\displaystyle =} | {\displaystyle {\tfrac {7206360}{4657}}s} |
| {\displaystyle x} | {\displaystyle =} | {\displaystyle {\tfrac {97864920}{4657\cdot 20}}s}  | {\displaystyle =} | {\displaystyle {\tfrac {4893246}{4657}}s} |
| {\displaystyle y} | {\displaystyle =} | {\displaystyle {\tfrac {105474600}{4657\cdot 30}}s} | {\displaystyle =} | {\displaystyle {\tfrac {3515820}{4657}}s} |
| {\displaystyle z} |                   |                                                     | {\displaystyle =} | {\displaystyle {\tfrac {5439213}{4657}}s} |
Wieder müssen {\displaystyle w,x,y} und {\displaystyle z} ganzzahlig sein, weil es sich ja um die Anzahlen von Rindern handelt. Somit muss {\displaystyle {\tfrac {1}{4657}}s} ganzzahlig sein. Also muss {\displaystyle s} ein Vielfaches von 4657 sein. Sei also {\displaystyle s:=4657\cdot k} mit ganzzahligem {\displaystyle k\in \mathbb {N} }. Dann erhält man die folgenden Lösungen:
| {\displaystyle w} | {\displaystyle =} | {\displaystyle {\tfrac {7206360}{4657}}s} | {\displaystyle =} | {\displaystyle 7206360\cdot k} |
| {\displaystyle x} | {\displaystyle =} | {\displaystyle {\tfrac {4893246}{4657}}s} | {\displaystyle =} | {\displaystyle 4893246\cdot k} |
| {\displaystyle y} | {\displaystyle =} | {\displaystyle {\tfrac {3515820}{4657}}s} | {\displaystyle =} | {\displaystyle 3515820\cdot k} |
| {\displaystyle z} | {\displaystyle =} | {\displaystyle {\tfrac {5439213}{4657}}s} | {\displaystyle =} | {\displaystyle 5439213\cdot k} |
Damit hat der erste und leichtere Teil des archimedischen Rinderproblems (ohne die beiden zusätzlichen Bedingungen) die folgende Lösung (es kann {\displaystyle k\in \mathbb {N} } beliebig ganzzahlig gewählt werden):
| Die Anzahl der weißen Bullen ist     | {\displaystyle W=2226\cdot s=10366482\cdot k}.       |
| Die Anzahl der schwarzen Bullen ist  | {\displaystyle X=1602\cdot s=\;\;7460514\cdot k}.    |
| Die Anzahl der gefleckten Bullen ist | {\displaystyle Y=1580\cdot s=\;\;7358060\cdot k}.    |
| Die Anzahl der gelben Bullen ist     | {\displaystyle Z=\;\;891\cdot s=\;\;4149387\cdot k}. |
| Die Anzahl der weißen Kühe ist       | {\displaystyle w=7206360\cdot k}.                    |
| Die Anzahl der schwarzen Kühe ist    | {\displaystyle x=4893246\cdot k}.                    |
| Die Anzahl der gefleckten Kühe ist   | {\displaystyle y=3515820\cdot k}.                    |
| Die Anzahl der gelben Kühe ist       | {\displaystyle z=5439213\cdot k}.                    |
Die Gesamtzahl der Rinder beträgt also {\displaystyle W+X+Y+Z+w+x+y+z=50389082\cdot k}.

## Detaillierte kleinste Lösung des zweiten schwierigeren Teils der Aufgabe
Nun zur Lösung des schwierigeren zweiten Teils des Problems:
Setzt man in {\displaystyle W+X=m^{2}} für {\displaystyle W=10366482\cdot k} und für {\displaystyle X=7460514\cdot k} ein, so erhält man
{\displaystyle 10366482\cdot k+7460514\cdot k=17826996\cdot k=m^{2}.}
Mit der Primfaktorzerlegung von {\displaystyle 17826996=2^{2}\cdot 3\cdot 11\cdot 29\cdot 4657} erhält man die Gleichung
{\displaystyle 2^{2}\cdot 3\cdot 11\cdot 29\cdot 4657\cdot k=m^{2}.}
Damit der linke Teil ein vollständiges Quadrat ist, muss gelten:
{\displaystyle k=3\cdot 11\cdot 29\cdot 4657\cdot r^{2}=4456749\cdot r^{2}}
mit einem ganzzahligen {\displaystyle r\in \mathbb {N} }.
Nun betrachtet man die Gleichung {\displaystyle Y+Z={\tfrac {n\cdot (n+1)}{2}}}. Setzt man {\displaystyle h:=2n+1}, d. h. {\displaystyle n={\tfrac {h-1}{2}}}, dann kann man das auch schreiben als
{\displaystyle Y+Z={\tfrac {1}{2}}\cdot {\tfrac {h-1}{2}}\cdot {\tfrac {h+1}{2}}={\tfrac {1}{8}}(h^{2}-1)}
bzw. als
{\displaystyle 1+8(Y+Z)=h^{2}}.
Da {\displaystyle n} ganzzahlig ist, ist {\displaystyle h} offensichtlich ungerade.
Setzt man die Zwischenergebnisse {\displaystyle Y=1580\cdot 4657\cdot k} und  {\displaystyle Z=891\cdot 4657\cdot k} ein, so erhält man wegen {\displaystyle 1580+891=2471=7\cdot 353} für die Summe
{\displaystyle {\begin{aligned}Y+Z&=7\cdot 353\cdot 4657\cdot k\\&=3\cdot 7\cdot 11\cdot 29\cdot 353\cdot 4657^{2}\cdot r^{2}\\&=2364747\cdot 4657^{2}\cdot r^{2}\end{aligned}}}
und daraus als Beziehung zwischen {\displaystyle h} und {\displaystyle r} die Gleichung
{\displaystyle 1+8\cdot 2364747\cdot 4657^{2}\cdot r^{2}=h^{2}}.
Weil {\displaystyle 8\cdot 2364747\cdot 4657^{2}=410286423278424} ist, ergibt sich die folgende Pellsche Gleichung:
{\displaystyle h^{2}-410286423278424\cdot r^{2}=1}
Berücksichtigt man die Faktorzerlegung {\displaystyle 410286423278424=4729494\cdot (2\cdot 4657)^{2},} so erhält man die etwas einfacher zu lösende Pellsche Gleichung:
{\displaystyle h^{2}-4729494\cdot (2\cdot 4657r)^{2}=1}
Diese Pellsche Gleichung hat, weil 4729494 keine Quadratzahl ist, unendlich viele Lösungen.
Man löst sie mit der Kettenbruchentwicklung von {\displaystyle {\sqrt {4729494}}}, die mit einer Periodenlänge von 92 und somit mit einer Gesamtlänge von 93 wie folgt lautet:
{\displaystyle {\begin{aligned}{\sqrt {4729494}}=[2174;{\overline {1,2,1,5,2,25,3,1,1,1,1,1,1,15,1,2,16,1,2,1,1,8,6,1,21,1,1,3,1,1,1,2,2,6,1,1,5,1,17,1,1,47,3,}}\\{\overline {1,1,6,1,1,3,47,1,1,17,1,5,1,1,6,2,2,1,1,1,3,1,1,21,1,6,8,1,1,2,1,16,2,1,15,1,1,1,1,1,1,3,25,2,5,1,2,1,4348}}]\end{aligned}}}
Die obige Pellsche Gleichung {\displaystyle h^{2}-4729494\cdot (2\cdot 4657r)^{2}=1} hat die folgende kleinste (Minimal-)Lösung:
{\displaystyle {\begin{aligned}h_{0}=&109931986732829734979866232821433543901088049&\approx 1{,}099\cdot 10^{44}\\g_{0}:=2\cdot 4657r_{0}=&50549485234315033074477819735540408986340&\approx 5{,}055\cdot 10^{40}\end{aligned}}}
Somit ist aber {\displaystyle r_{0}={\tfrac {g_{0}}{2\cdot 4657}}={\tfrac {25274742617157516537238909867770204493170}{4657}}\notin \mathbb {N} } nicht ganzzahlig und deswegen ist die obige Minimallösung der Pellschen Gleichung noch immer nicht die gesuchte Lösung des Rinderproblems.
Es muss das gesuchte {\displaystyle r} ein Teiler von einem gewissen (kleinstmöglichen) {\displaystyle g} sein, das die Zahl {\displaystyle 2\cdot 4657} als Teiler hat.
Wenn man die Minimallösung {\displaystyle (h_{0},g_{0})} der obigen Pellschen Gleichung hat, muss man nur noch die folgenden beiden Iterationsformeln anwenden, mit denen man alle weiteren (unendlich vielen) Lösungen der Pellschen Gleichung erhält (siehe Pellsche Gleichung#Generieren weiterer Lösungen):
{\displaystyle {\begin{aligned}h_{i+1}&=&h_{0}\cdot h_{i}+4729494\cdot g_{0}\cdot g_{i}\\g_{i+1}&=&g_{0}\cdot h_{i}+h_{0}\cdot g_{i}\end{aligned}}}
mit obigem {\displaystyle h_{0}} und {\displaystyle g_{0}}.
Der erste Iterationsschritt ist
{\displaystyle {\begin{aligned}h_{1}&=&h_{0}\cdot h_{0}+4729494\cdot g_{0}\cdot g_{0}\\g_{1}&=&g_{0}\cdot h_{0}+h_{0}\cdot g_{0}\end{aligned}}}
Leider hat auch dieses {\displaystyle g_{1}\approx 1{,}1114\cdot 10^{85}} nicht die Zahl {\displaystyle 2\cdot 4657} als Teiler.
Auch mit dem nächsten, dem zweiten Iterationsschritt
{\displaystyle {\begin{aligned}h_{2}&=&h_{0}\cdot h_{1}+4729494\cdot g_{0}\cdot g_{1}\\g_{2}&=&g_{0}\cdot h_{1}+h_{0}\cdot g_{1}\end{aligned}}}
erhält man ein {\displaystyle g_{2}\approx 2{,}44357\cdot 10^{129}}, das die Zahl {\displaystyle 2\cdot 4657} nicht als Teiler hat.
Erst nach unglaublichen 2329 Iterationsschritten erhält man die folgende gesuchte kleinste Lösung:
{\displaystyle {\begin{aligned}h:=h_{2329}&\approx &3{,}765344502347206\cdot 10^{103272}\\g:=g_{2329}&\approx &1{,}731399858951771\cdot 10^{103269}\end{aligned}}}
Und somit erhält man {\displaystyle r={\tfrac {g}{2\cdot 4657}}\approx 1{,}858921901386913\cdot 10^{103265}\in \mathbb {N} }. Damit kann man auch {\displaystyle k=4456749\cdot r^{2}\approx 1{,}540070010897761\cdot 10^{206537}} errechnen und oben bei {\displaystyle W,X,Y,Z,w,x,y} und {\displaystyle z} einsetzen.
Die schwierigere Form des archimedischen Rinderproblems (also inklusive der beiden zusätzlichen Bedingungen) hat somit die folgende kleinste Lösung:
{\displaystyle k\approx 1{,}54007001089776119944598967554\cdot 10^{206537}}
| Die Anzahl der weißen Bullen ist     | {\displaystyle W=10366482\cdot k\approx 1{,}5965108046711445314\cdot 10^{206544}}.    |
| Die Anzahl der schwarzen Bullen ist  | {\displaystyle X=\;\;7460514\cdot k\approx 1{,}1489713877282899997\cdot 10^{206544}}. |
| Die Anzahl der gefleckten Bullen ist | {\displaystyle Y=\;\;7358060\cdot k\approx 1{,}1331927544386380771\cdot 10^{206544}}. |
| Die Anzahl der gelben Bullen ist     | {\displaystyle Z=\;\;4149387\cdot k\approx 6{,}3903464823090286501\cdot 10^{206543}}. |
| Die Anzahl der weißen Kühe ist       | {\displaystyle w=\;\;7206360\cdot k\approx 1{,}1098298923733190397\cdot 10^{206544}}. |
| Die Anzahl der schwarzen Kühe ist    | {\displaystyle x=\;\;4893246\cdot k\approx 7{,}5359414205454263981\cdot 10^{206543}}. |
| Die Anzahl der gefleckten Kühe ist   | {\displaystyle y=\;\;3515820\cdot k\approx 5{,}4146089457145667802\cdot 10^{206543}}. |
| Die Anzahl der gelben Kühe ist       | {\displaystyle z=\;\;5439213\cdot k\approx 8{,}3767688241852443869\cdot 10^{206543}}. |

Die Gesamtzahl der Rinder beträgt also {\displaystyle W+X+Y+Z+w+x+y+z=50389082\cdot k\approx 7{,}7602714064868182695\cdot 10^{206544}}.
Die exakten Ergebnisse für die Anzahl der einzelnen Bullen und Kühe und für die Gesamtzahl der Rinder, also alle 206544 bzw. 206545 Stellen, kann man auf einer Internetseite nachlesen.
Die weißen Bullen, von denen es {\displaystyle W} Stück gibt, und die schwarzen Bullen, von denen es {\displaystyle X} Stück gibt, kann man quadratisch so anordnen, dass auf jeder Seite des Quadrats {\displaystyle m={\sqrt {W+X}}\approx 1{,}656949665016845\cdot 10^{103272}} Bullen stehen.
Die gefleckten Bullen, von denen es {\displaystyle Y} Stück gibt, und die gelben Bullen, von denen es {\displaystyle Z} Stück gibt, kann man dreieckig so anordnen, dass auf jeder Seite des Dreiecks {\displaystyle n=n_{1}={\tfrac {-1+{\sqrt {1+8(Y+Z)}}}{2}}\approx 1{,}882672251173603\cdot 10^{103272}} Bullen stehen.

## Alle Lösungen des zweiten schwierigeren Teils der Aufgabe
Die weiter oben stehende Pellsche Gleichung {\displaystyle h^{2}-410286423278424\cdot r^{2}=1}, die umgeformt wurde zur Pellschen Gleichung {\displaystyle h^{2}-4729494\cdot (2\cdot 4657r)^{2}=1}, hat natürlich dieselbe oben schon erhaltene ganzzahlige Minimallösung
{\displaystyle {\begin{aligned}h\approx &\;3{,}765344502347206\cdot 10^{103272}\\r={\frac {g}{2\cdot 4657}}\approx &\;1{,}858921901386913\cdot 10^{103265}\end{aligned}}}.
Diese Pellsche Gleichung {\displaystyle h^{2}-410286423278424\cdot r^{2}=1} hat unendlich viele Lösungen. Jede dieser Lösungen ist auch gleichzeitig Lösung des Rinderproblems. Somit hat auch das Rinderproblem unendlich viele Lösungen.
Wenn man die Minimallösung {\displaystyle (h,r)} der obigen Pellschen Gleichung kennt, muss man wieder die folgenden beiden Iterationsformeln anwenden, mit denen man alle weiteren (unendlich vielen) Lösungen der Pellschen Gleichung erhält:
Der erste Iterationsschritt ist
{\displaystyle {\begin{aligned}h_{1}=&\;h_{0}\cdot h_{0}+410286423278424\cdot r_{0}\cdot r_{0}\\r_{1}=&\;r_{0}\cdot h_{0}+h_{0}\cdot r_{0}\end{aligned}}}
mit {\displaystyle h_{0}:=h} und {\displaystyle r_{0}:=r}.
Tatsächlich ist {\displaystyle h_{1}\approx 2{,}835563844271266\cdot 10^{206545}} und {\displaystyle r_{1}\approx 1{,}399896272336006\cdot 10^{206538}} die zweitkleinste Lösung der Pellschen Gleichung {\displaystyle h^{2}-410286423278424\cdot r^{2}=1}.
Mit dem nächsten, dem zweiten Iterationsschritt
{\displaystyle {\begin{aligned}h_{2}=&\;h_{0}\cdot h_{1}+410286423278424\cdot r_{0}\cdot r_{1}\\r_{2}=&\;r_{0}\cdot h_{1}+h_{0}\cdot r_{1}\end{aligned}}}
erhält man die drittkleinste Lösung {\displaystyle (h_{2},r_{2})} der Pellschen Gleichung.
Generell gilt:
{\displaystyle {\begin{aligned}h_{i+1}=&\;h_{0}\cdot h_{i}+410286423278424\cdot r_{0}\cdot r_{i}\\r_{i+1}=&\;r_{0}\cdot h_{i}+h_{0}\cdot r_{i}\end{aligned}}}
ergibt alle Lösungspaare {\displaystyle (h_{i+1},r_{i+1})} der Pellschen Gleichung {\displaystyle h^{2}-410286423278424\cdot r^{2}=1}.
Interessant sind aber vor allem die {\displaystyle r_{i}}. Damit kann man nämlich wieder {\displaystyle k_{i}=4456749\cdot r_{i}^{2}} errechnen und oben bei {\displaystyle W,X,Y,Z,w,x,y} und {\displaystyle z} einsetzen. So erhält man alle weiteren Lösungen des Rinderproblems.

## Alle Lösungen des zweiten schwierigeren Teils der Aufgabe – Alternative Formeln
Wenn man alle unendlich vielen Lösungen dieses Rinderproblems wissen will, so bieten sich auch die folgenden Formeln an, die der Mathematiker H. W. Lenstra Jr. auf veröffentlicht hat.
Sei
{\displaystyle c:=300426607914281713365\cdot {\sqrt {609}}+84129507677858393258\cdot {\sqrt {7766}}}
und
{\displaystyle k_{j}:={\frac {(c^{4658\cdot j}-c^{-4658\cdot j})^{2}}{368238304}}}
mit {\displaystyle j=1,2,3,\dotsc }
Die kleinste Lösung {\displaystyle k_{1}} ist die obige errechnete kleinste Lösung {\displaystyle k} des Rinderproblems.
Die schwierige Form des archimedischen Rinderproblems (inklusive der beiden zusätzlichen Bedingungen) hat die folgende {\displaystyle j}-kleinste Lösung ({\displaystyle j\in \mathbb {N} } kann beliebig positiv ganzzahlig gewählt werden):
Die Anzahl der weißen Bullen ist {\displaystyle W=10366482\cdot k_{j}}.
Die Anzahl der schwarzen Bullen ist {\displaystyle X=7460514\cdot k_{j}}.
Die Anzahl der gefleckten Bullen ist {\displaystyle Y=7358060\cdot k_{j}}.
Die Anzahl der gelben Bullen ist {\displaystyle Z=4149387\cdot k_{j}}.
Die Anzahl der weißen Kühe ist {\displaystyle w=7206360\cdot k_{j}}.
Die Anzahl der schwarzen Kühe ist {\displaystyle x=4893246\cdot k_{j}}.
Die Anzahl der gefleckten Kühe ist {\displaystyle y=3515820\cdot k_{j}}.
Die Anzahl der gelben Kühe ist {\displaystyle z=5439213\cdot k_{j}}.
Die Gesamtzahl der Rinder beträgt also {\displaystyle W+X+Y+Z+w+x+y+z=50389082\cdot k_{j}}.